# Vindafjord
Vindafjord ist eine Kommune im norwegischen Fylke Rogaland. Die Kommune hat 9069 Einwohner (Stand: 1. Januar 2025). Verwaltungssitz ist die Ortschaft Ølen (Ølensjøen).

## Geografie

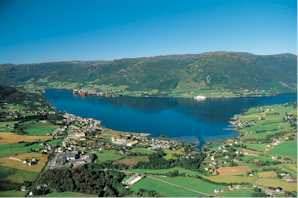
Blick auf Ølen, 2005

Vindafjord liegt auf der Halbinsel Haugalandet an der norwegischen Südwestküste im Norden des Fylkes Rogaland. Das Gebiet ist von Fjorden stark zerklüftet und es schneiden sich sowohl in den Norden als auch in den Süden der Kommune mehrere Fjorde ein. Die Gemeinde Vindafjord grenzt auf dem Land an Etne im Nordosten, an Suldal im Osten und Südosten sowie an Tysvær im Südwesten und Westen. Die Grenze zu Suldal im Süden verläuft teilweise im Fjord Vindafjord (norwegisch Vindafjorden). Dieser Fjord ist ein nördlicher Seitenarm des Boknafjords und teilt sich im Süden der Kommune in drei Arme auf. Der Vindafjord selbst ist der östliche Arm, der Yrkefjord der westliche und der Sandefjord der nördliche. Die Grenze zu Tysvær liegt teilweise im westlichen Fjordarm Yrkefjord und teils im weiter westlich gelegenen Fjord Skjoldafjord.
Im Westen besteht im Ålfjord eine Grenze zur Kommune Sveio. Der Ålfjord schneidet sich von Norden in das Land ein und ist ein südlicher Seitenarm des Hardangerfjords. Im südöstlichen Hardangerfjord-Seitenarm Bjoafjord befindet sich eine Grenze zur Kommune Kvinnherad. Am Treffpunkt des Bjoa-, Ål- und Hardangerfjords besteht zudem an einem Punkt eine Grenze zur nördlich von Vindafjord gelegenen Kommune Stord. Die Grenzen zu Sveio, Stord, Kvinnherad und Etne stellen zugleich die Grenze zwischen den Fylkern Rogaland und Vestland dar.
Zentral in Vindafjord liegen die beiden Seen Vastvatnet und Gjerdesdalsvatnet. Vom weiter östlich gelegenen See Fjellgardsvatnet fließt der Fluss Vikedalsåna in den Westen ab. Die Vikedalsåna mündet bei Vikedal in den Sandefjord. Die Gesamtfläche der Kommune beträgt 620,53 km², wobei Binnengewässer zusammen 21,86 km² ausmachen. Die höchsten Berge befinden sich im Osten von Vindafjord, wo einige Erhebungen Höhen von über 900 moh. erreichen. Die Erhebung Bjørndalsnuten auf der Grenze zu Etne stellt mit einer Höhe von 1015,5 moh. den höchsten Punkt der Kommune Vindafjord dar. In Vindafjord liegen mehrere Naturschutzgebiete. Das etwas westlich des Sandefjords gelegene und seit 2019 geschützte Torstveit naturreservat gehört mit etwa 2,6 km² zu den größten der Gemeinde.

## Einwohner
Die Einwohner leben vor allem an den flacheren Fjordküsten verteilt. In der Gemeinde liegen mehrere sogenannte Tettsteder, also mehrere Ansiedlungen, die für statistische Zwecke als eine städtische Siedlung gewertet werden. Diese sind Skjold mit 962, Sandeid mit 712, Vikedal mit 499, Ølen mit 1376 und Ølensvåg mit 479 Einwohnern (Stand: 1. Januar 2024).
Offizielle Schriftsprache ist wie in vielen Kommunen in Rogaland Nynorsk, die weniger weit verbreitete der beiden norwegischen Sprachformen.
| Jahr          | 1986 | 1990 | 1995 | 2000 | 2005 | 2010 | 2015 | 2020 | 2025 |
| ------------- | ---- | ---- | ---- | ---- | ---- | ---- | ---- | ---- | ---- |
| Einwohnerzahl | 8035 | 8020 | 8133 | 8135 | 8120 | 8197 | 8765 | 8714 | 9069 |

## Geschichte

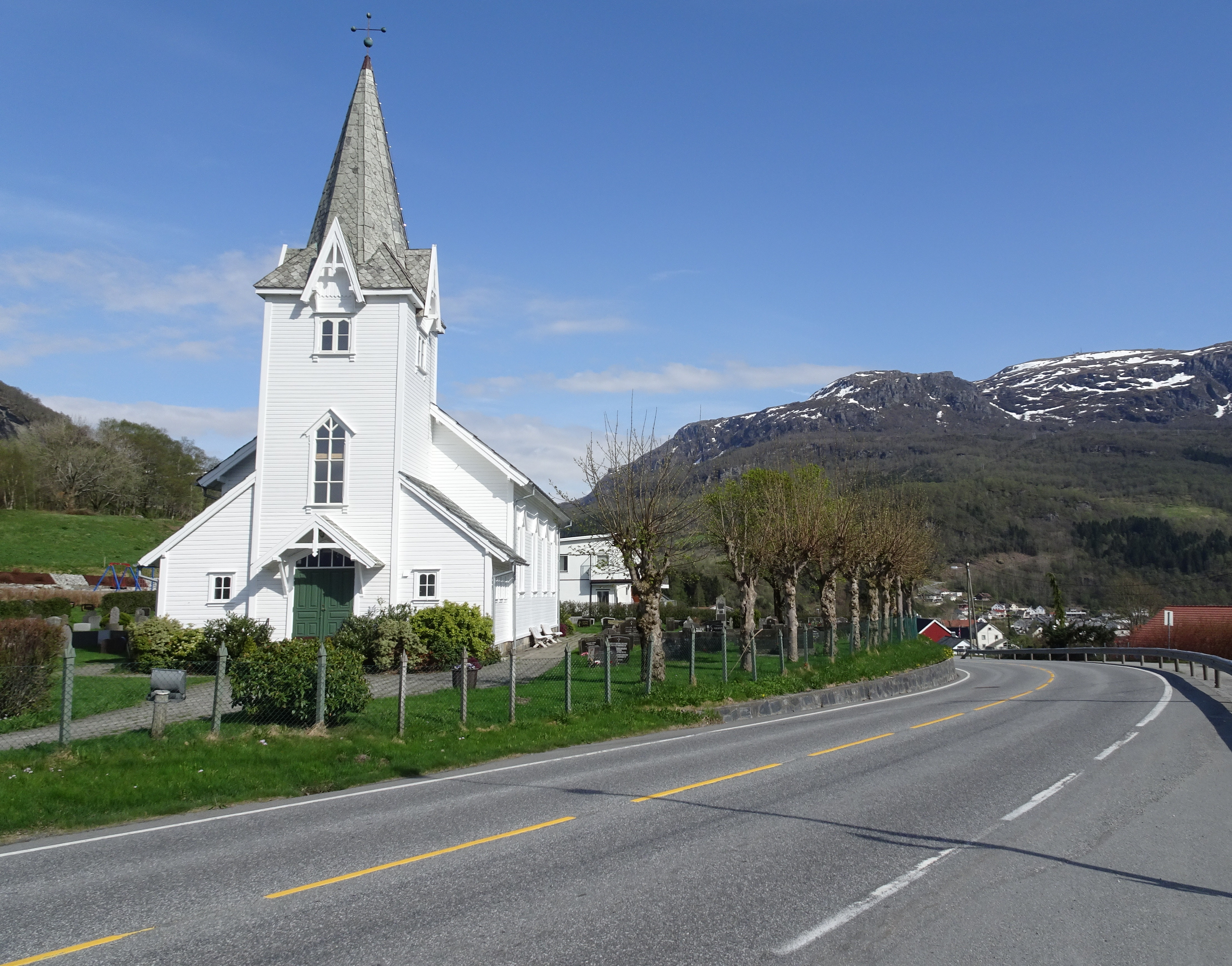
Kirche von Sandeid

Die Kommune Vindafjord entstand am 1. Januar 1965 durch die Fusion mehrere Kommunen. Vollständig nach Vindafjord ging lediglich Sandeid mit 876 Einwohnern über. Des Weiteren gingen ein von 1262 Personen bewohntes Gebiet von Skjold, ein von 1128 Personen bewohntes Gebiet von Vats, ein von 372 Personen bewohntes Gebiet von Imsland sowie ein von 978 Personen bewohntes Gebiet von Vikedal in die neue Kommune ein. Vikedal war im Rahmen der Einführung der lokalen Selbstverwaltung im Jahr 1837 entstanden. Imsland mit 604 und Sandeid mit 558 Einwohnern waren von dort 1923 abgespalten worden. Vikedal verblieb zu diesem Zeitpunkt mit 924 Einwohnern. Vats war 1891 durch die Abspaltung von Skjold entstanden. Skjold wiederum gehörte wie Vikedal zu den ersten Kommunen Norwegens. Zum 1. Januar 1969 wurde der Weiler Sponevik mit sechs Einwohnern an Tysvær überführt. Zum Jahresbeginn 1978 wurde ein Areal mit 13 Bewohnern an Suldal abgetreten. Im Jahr 2006 wurde schließlich die Kommune Ølen mit einer Fläche von 181 km² und 3420 Einwohnern eingemeindet. Ølen gehörte bis Ende 2001 zum damaligen Fylke Hordaland, das später in Vestland aufging. Entstanden war die Kommune im Juli 1916, als sie von Fjellberg abgespalten worden ist. Die Ortschaft Ølen wurde nach der Fusion neues Verwaltungszentrum von Vindafjord, zuvor diente Sandeid als Zentrum.
Älteste Siedlungszeugnisse sind die Grabhügel von Utbjoa. In der Kommune liegen mehrere Kirchen. Die Vats kyrkje ist eine Holzkirche aus dem Jahr 1855 und die Imsland kyrkje eine aus dem Jahr 1861. Beide wurden nach einem Standardentwurf von Architekt Hans Ditlev Franciscus von Linstow gebaut. Weitere Kirchen sind unter anderem die Vikebygd kyrkje, die Vikedal kyrkje und die Bjoa kyrkje. Die Skjold kyrkje ist eine Kirche mit achteckigem Grundriss aus dem Jahr 1999. Sie ersetzte die vorherige Kirche, die 1992 durch eine Brandstiftung zerstört wurde. Die alte Holzkirche war 1887 geweiht worden und enthielt Altartafeln aus dem 17. Jahrhundert. Als Brandstifter wurden der Sänger Varg Vikernes von der Band Burzum, sowie der Bassist Samoth von der Band Emperor verurteilt.

## Wirtschaft und Infrastruktur

### Verkehr
Durch die Kommune verläuft von Nordosten Richtung Südwesten die Europastraße 134 (E134). Kurz hinter der Westgrenze kreuzt die E134 die Europastraße 39 (E39) und führt weiter bis an die äußerste Westküste nach Haugesund und Karmøy. Richtung Nordosten führt die E134 hingegen in das Landesinnere. In der Kommune Vindafjord passiert die Straße den Ort Ølen und es zweigen mehrere Fylkesveier in den Norden und Süden zu anderen Ortschaften ab. Von der E134 weg in den Süden entlang des Vinda- und Sandefjords führt der Fylkesvei 46. Dieser passiert dabei unter anderem die Ortschaften Sandeid und Vikedal. Sowohl Richtung Norden als auch Richtung Süden verlassen Fährrouten die Kommune.

### Wirtschaft
Von größerer wirtschaftlichen Bedeutung ist die Landwirtschaft. Typisch für die Höfe der Gemeinde ist die Nutztierhaltung, wobei vor allem die Haltung von Rindern und Schafen verbreitet ist. In kleinerem Stil werden auch Hühner und Schweine gehalten. Im Süden der Kommune wird zudem auch Gemüse angebaut. In den Flüssen Vikadalselva und Rødneselva wird 
Lachsfischerei betrieben. Neben der Landwirtschaft trägt auch die Forstwirtschaft zur hohen Bedeutung des Primärsektors bei. Im Bereich der Industrie ist der Maschinenbau von größter Verbreitung. In der Kommune werden unter anderem Schiffe und Bohrplattformen repariert und ausgerüstet. Des Weiteren sind in Vindafjord mehrere Betriebe aus der Lebensmittelindustrie, so unter anderem Schlachtereien, angesiedelt. In der Kommune liegen mehrere kleinere Wasserkraftwerke, das größte ist das Kraftwerk Rødne. Es wurde 2006 in Betrieb genommen und hatte bis 2010 eine mittlere Jahresproduktion von 36 GWh. Ausgenutzt wird eine Fallhöhe von etwa 245 Metern. Im Jahr 2020 arbeiteten von über 4500 Arbeitstätigen etwa 3230 in Vindafjord selbst, jeweils über 100 Personen pendelten nach Haugesund, Tysvær, Etne und Karmøy.

## Name und Wappen

Altes Wappen von Vindafjord (1986–2005)

Das seit 2006 offizielle Wappen der Kommune ist in acht abwechselnd rot und silberne Teile unterteilt und als Wirbel angeordnet. Der Wirbelschnitt war zuvor bereits im Wappen von Ølen vorzufinden, die Farben wurden aus dem vorherigen Wappen von Vindafjord übernommen. Der Wirbel soll die zentrale Lage und das Aufeinandertreffen mehrerer Verkehrswege darstellen. Das alte Wappen Vindafjords zeigte in Rot fünf kleine freischwebende silberne Sparren. Es war ab 1986 als offizielles Wappen genutzt worden. Vindafjord wurde im Jahr 1306 im Zusammenhang a Vindæiði erwähnt. Der ursprüngliche Fjordname *Vindi soll sich aus dem altnordischen Wort vinda für „sich winden“ oder „drehen“ ableiten. Dieser Name hat möglicherweise seinen Ursprung in der geografischen Form des Fjordes.

## Persönlichkeiten
- Knut Baade (1808–1879), Maler
- Jens Hundseid (1883–1965), norwegischer Ministerpräsident von 1932 bis 1933
- Erika Fatland (* 1983), Schriftstellerin, wuchs in Ølen auf
- Håvard Nordtveit (* 1990), Fußballspieler